# أدريان بورتيلا
أدريان بورتيلا (بالإسبانية: Adrián Portela) مواليد 8 مارس 1986 في بوينس آيرس، هو لاعب كرة يد أرجنتيني يلعب كجناح أيسر. يلعب حاليا مع ريفر بليت. مثل منتخب الأرجنتين لكرة اليد. شارك في دورة الألعاب الأولمبية الصيفية سنة 2016. حقق المركز الثاني في دورة الألعاب الأمريكية 2015.

## سجل المنافسة
شارك في البطولات التالية:
- بطولة العالم لكرة اليد للرجال 2015
- الألعاب الأولمبية الصيفية 2016

## الميداليات
| الميدالية | المسابقة                    |
| --------- | --------------------------- |
| فضية      | دورة الألعاب الأمريكية 2015 |

## روابط خارجية
- أدريان بورتيلا على موقع اللجنة الأولمبية الدولية (الإنجليزية)
- أدريان بورتيلا على موقع أوليمبيديا (الإنجليزية)
- أدريان بورتيلا على موقع اللجنة الأولمبية الأرجنتينية (الإسبانية)